# کیکر (مجله ورزشی)

کیکر (به آلمانی: Kicker، یا kicker) مجله ورزشی اصلی آلمان است که عمدتاً بر روی فوتبال تمرکز دارد.
```
این مجله در سال ۱۹۲۰ توسط والتر بنسمن از پیشگامان فوتبال آلمان در شهر 
نورنبرگ
 بنیان گذاشته شد. کیکر به صورت دو بار در هفته و معمولاً دوشنبه‌ها و پنج‌شنبه‌ها منتشر می‌شود. مجلهٔ چاپ دوشنبه به‌طور میانگین در ۲۴۰٬۰۰۰ نسخه و چاپ پنج‌شنبه به‌طور میانگین در ۲۲۰٬۰۰۰ نسخه به فروش می‌رسد (بر پایه شمارش ۲۰۰۵).
```

این مجله در قالب کتاب سال و با نام کیکر سال (kicker Almanach) نیز منتشر می‌شود. «کیکر سال» نخستین بار از سال ۱۹۳۷ تا ۱۹۴۲ و پس از آن از ۱۹۵۹ تاکنون به‌طور پیوسته انتشار می‌یابد.